# La Mortella

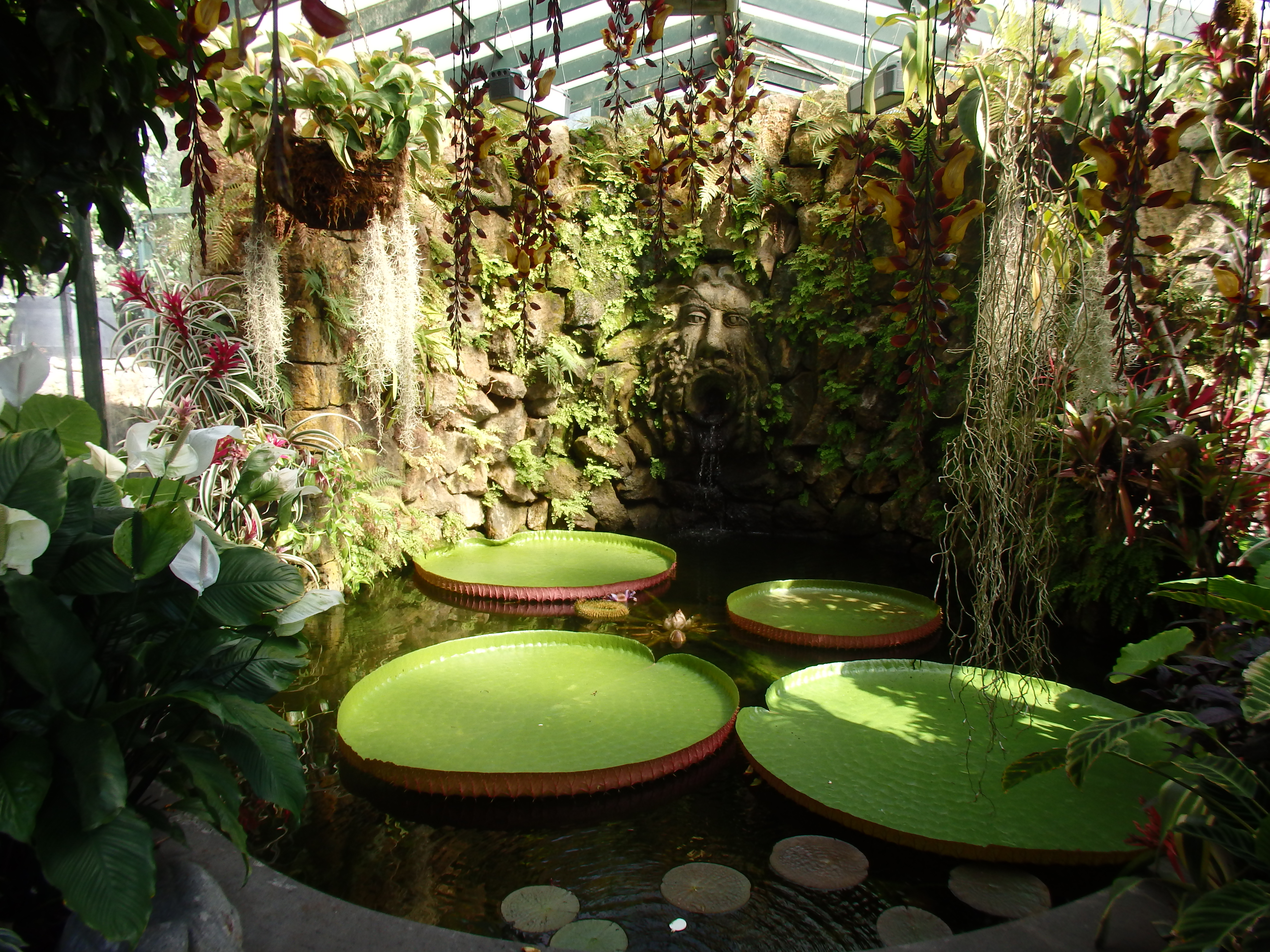
La Mortella

La Mortella je soukromá botanická zahrada na ostrově Ischia. 

## Jméno
La Mortella lze z italštiny přeložit jako Místo myrt.

## Historie
Zahradu s výhledem na přístavní čtvrť Forio vytvořila Susana Waltonová (1926–2010), manželka hudebního skladatele Williama Waltona (1902 – 1983). Zprvu se držela rad zahradního designéra Rusella Page (1906–1985), ale později se od nich odpoutala a dělala věci po svém. Na rozsáhlém pozemku, přiléhajícím k domu, kde pár v 50. letech žil, nechala vysázet tropické a subtropické rostliny. 
Zahrada byla veřejnosti poprvé zpřístupněna v roce 1991. Zároveň se zpřístupněním zahrady založila Susana Waltonová dvě nadace, anglickou (William Walton Trust) a italskou (Fondazione William Walton), které měly šířit Waltonovu hudbu, podporovat lásku k hudbě obecně a také se věnovat zachování zahrady. V roce 2003 pak Susana Waltonová svěřila správu zahrady italské nadaci, na niž posléze celou zahradu i s domem převedla. Zároveň do názvu nadace, které zahrada patří i dnes, přibylo jméno La Mortella. Na pozemku později vzniklo muzeum věnující se životu a dílu Williama Waltona.
V roce 2004 získala La Mortella ocenění il più bel parco d’Italia (nejkrásnější italský park). Toto ocenění udílí americká společnost Briggs & Stratton Corporation.

## Galerie

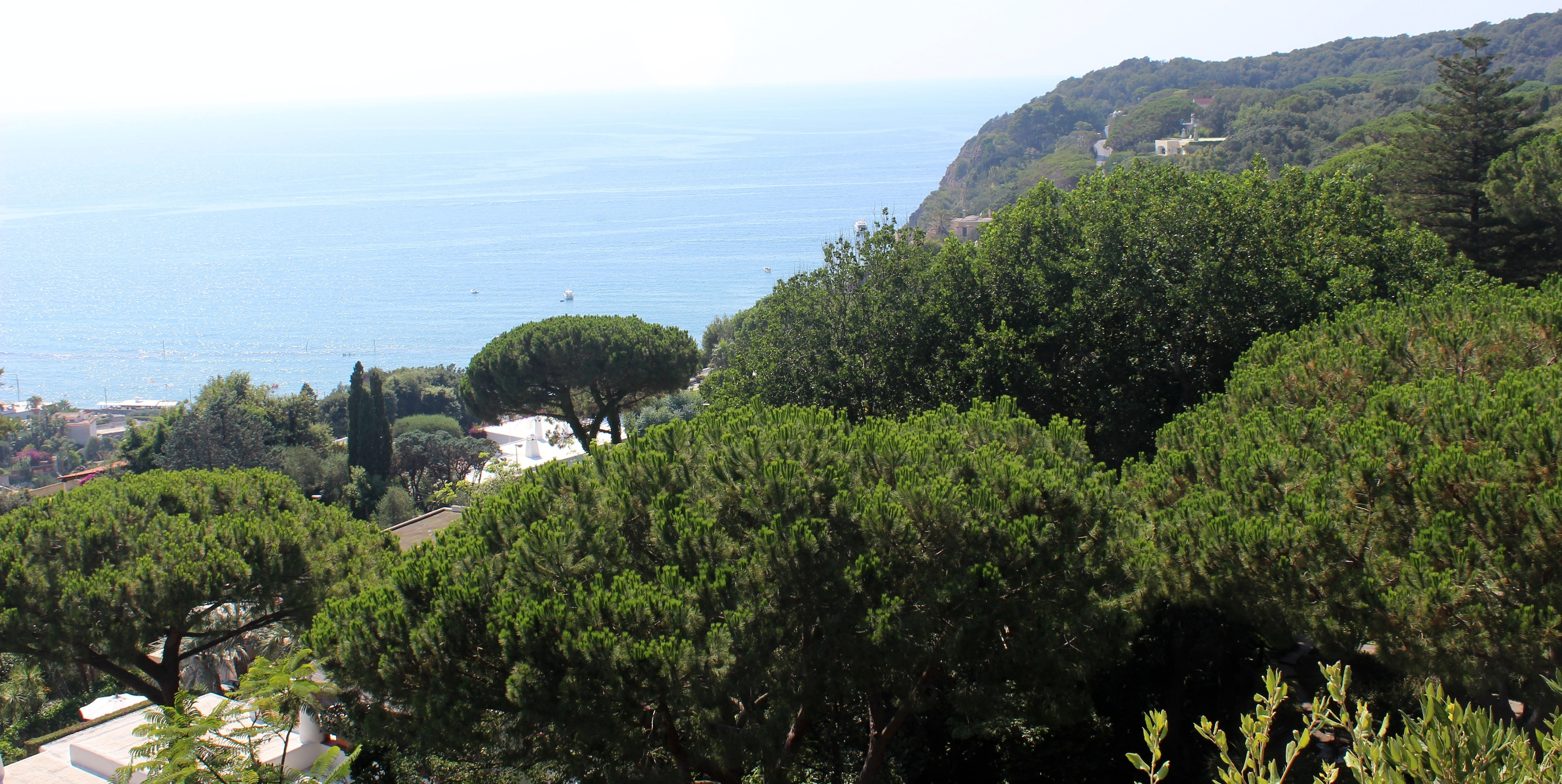
La Mortella
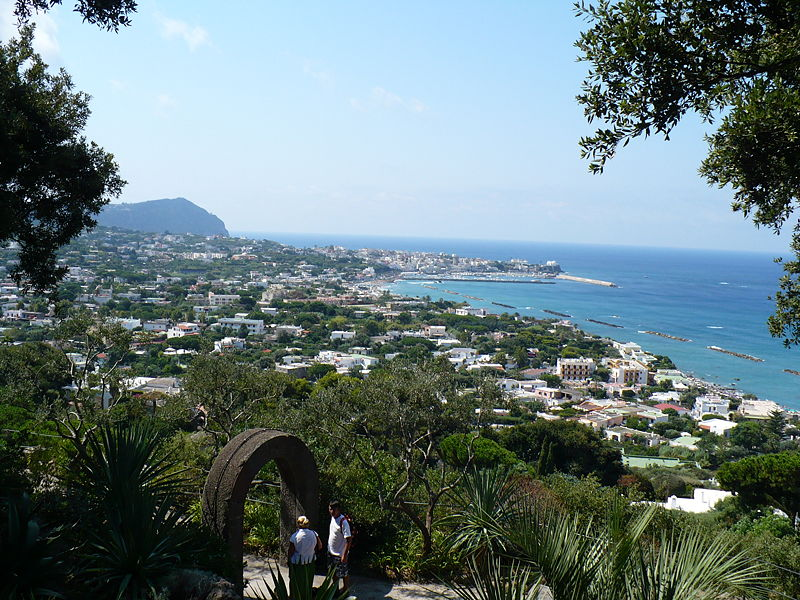
La Mortella
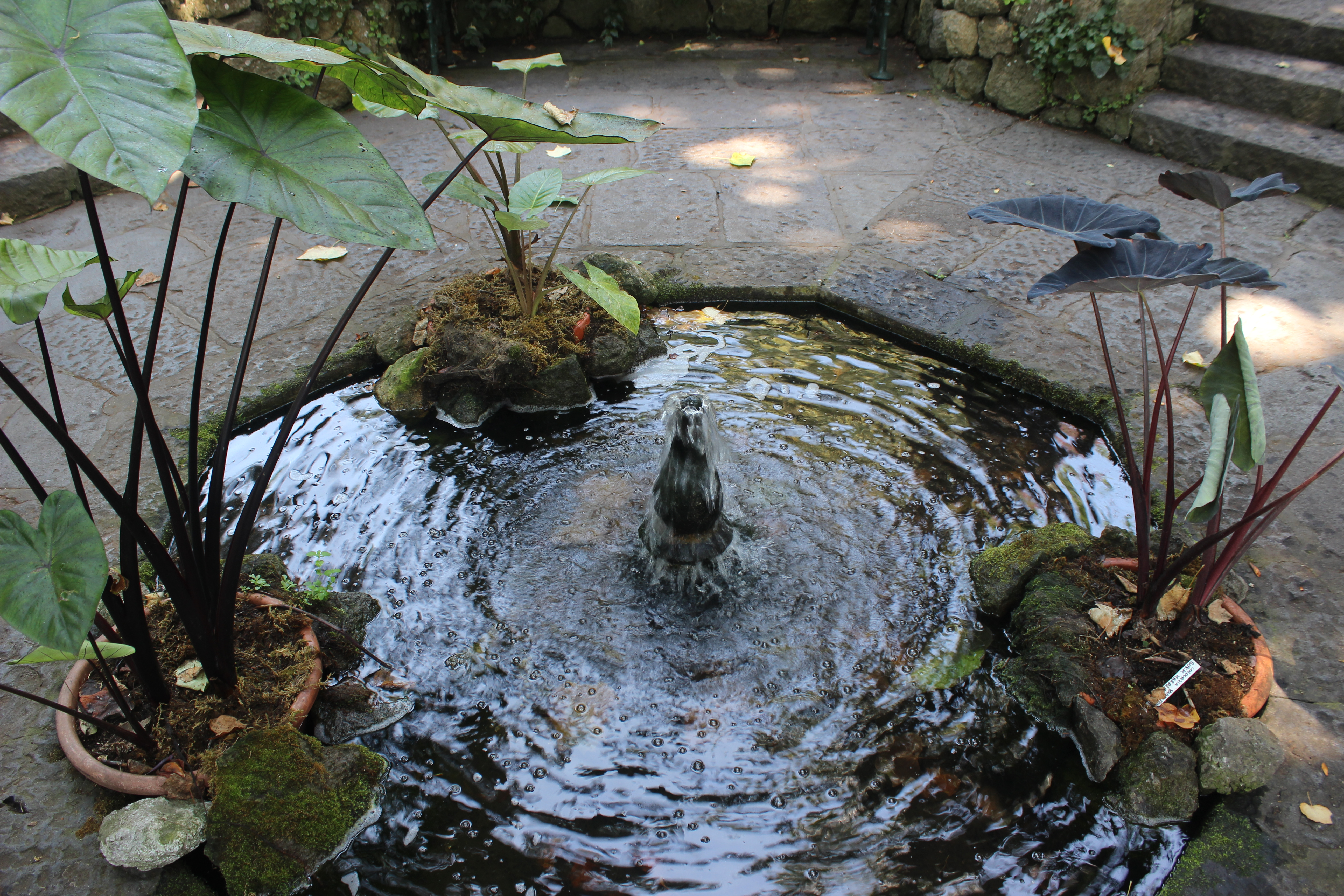
La Mortella
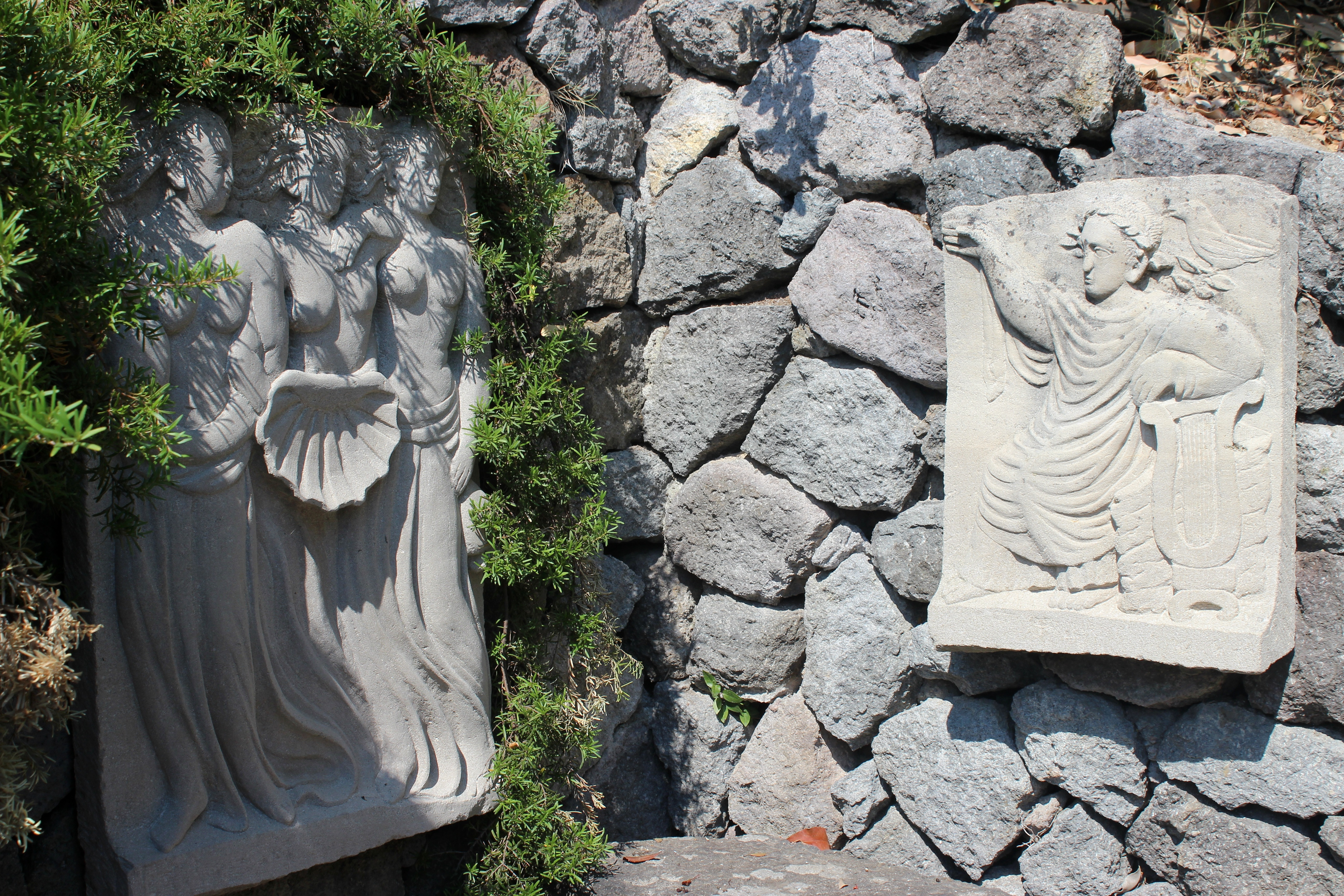
La Mortella
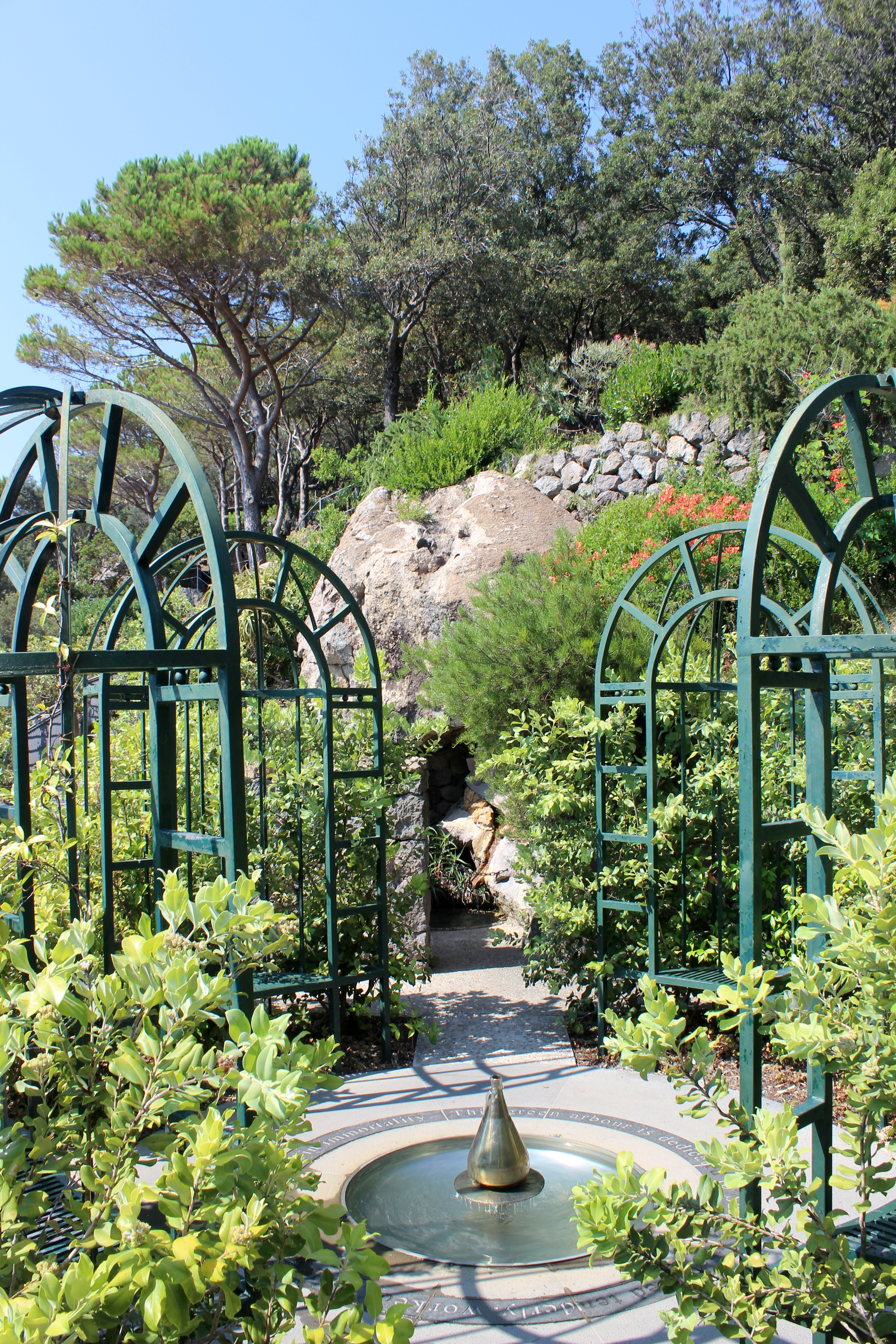
La Mortella